# Isonychus unidens
Isonychus unidens är en skalbaggsart som beskrevs av Frey 1972. Isonychus unidens ingår i släktet Isonychus och familjen Melolonthidae. Inga underarter finns listade i Catalogue of Life.